# 亞比安Viking EVK系列巴士
亞比安維京（Albion Viking VK）是英國蘇格蘭格拉斯哥的亞比安車廠生產的一款前置引擎單層巴士底盤。

## 歷史
維京巴士是亞比安早期的產品之一，早於1923年推出，也是當年市場上首批低車架的產品之一。跟後來的勝利者車系相比，最大的差異就是底盤高度較低。起初，亞比安提供了14及18座位選擇，直至1926年更推出了20座的選擇。
維京巴士提供了前方控制（Forward Control）及普通控制（Normal Control）兩種選擇，普通控制版本即是所謂的凸頭巴士，在戰前以及戰後初年比較流行，如Bedford OB就是普通控制，這款巴士設有26個座位；而前方控制版本（也就是引擎室沒有凸出的設計）則提供了32座位，與及比普通控制版本高出50英鎊。
到了第二次世界大戰結束後，維京是亞比安三款最暢銷的其中一款產品，可是到了1951年，利蘭車廠以三百萬英鎊將亞比安車廠收購，維京的引擎亦被改配利蘭的引擎，甚至被利蘭改為後置引擎的版本。
VK系列於1963年推出，首個型號是前置引擎的VK41，用以取代同是前置引擎的勝利者系列（Victor VT），而後置引擎版本的VK43亦於1965年推出，再其後VK49、VK55及VK57亦相繼推出。
亞比安的生產線於1980年10月關閉，維京的生產線被搬遷至利蘭廠房並正名為「利蘭超級維京」（Leyland Super Viking）。
儘管維京巴士在英國本土有一定的買家，特別是亞比安車廠所在地蘇格蘭的巴士公司，但這些巴士主要還是以出口為主，買家主要來自巴巴多斯、香港、澳門及新加坡，澳洲亦有引入部份的維京巴士。

## 香港

### 九龍巴士

#### EVK41XL / EVK41L
九龍巴士逾236部的亞比安VT17AL、VT23L及CHA13AXL於1960年代投入服務，滿足了新界遍遠地區、一些需要爬坡及路窄彎多的路線，但部份人口密度高，但仍無法派出雙層巴士行走的地區，如慈雲山、藍田，繼續安排載客量不及60人的亞比安VT及Chieftain行走實在無法滿足需求，加上配合政府全力發展荃灣，因此九龍巴士並於1970年向亞比安購買150部維京，型號是EVK41XL，當中「E」字代表出口版本(Export)。只是當年利蘭無法如期提供這個數量，因此九龍巴士將訂單改為50部，另外100部巴士，九龍巴士轉而向另一家英國車廠薛頓（Seddon）招手。
這50部維京EVK41XL於香港裝上長達34呎長的金屬部份車身，闊度也達7呎11吋，因此載客量比以往引進的勝利者更高出近30人。車上裝上46個座位，另安排了38名企位限額。置於車頭位置的是利蘭EO.401引擎，連接著同廠的GB277五前速手動波箱。巴士車頭的擋風玻璃與散熱水箱網之間出現了「LEYLAND」字樣，是九龍巴士的亞比安巴士首次出現。前輪位置比以往的前置引擎巴士偏後，足以於前懸安裝上車門，但九龍巴士並沒有作出此安排，仍然維持昔日的亞比安巴士般，前後車門分別安裝於前後軸的後方，這樣的安排，導致日後巴士要安排一人控制模式時產生很多麻煩。相對於同期投入服務的另一款單層巴士，薛頓Pennine 4型巴士已經安排前置登車車門的安排，九龍巴士為EVK41XL作出這樣的安排已無從稽考。
首24部於1970年投入服務，另外的26部則於1971年初投入服務。這些巴士馬上成為了東九龍的主力，每天在需求量大卻又無法安排雙層巴士的藍田邨、高超道邨、油塘邨及慈雲山等穿梭。到了假日，這些巴士又會被安排行走沙田的郊區路線，以應付假日前往沙田郊遊的大量遊客。
巴士於投入服務後，雖然已裝設了電動閘門，但車上仍安排2名售票員負責收取乘客車資，對於一部單層巴士而言並不符合成本效益，九龍巴士因此不久後推行「一人售票」模式時將售票員減為一人並有固定座位，為了讓乘客辨識，九龍巴士將巴士前幅塗上奶油色以資識別。到了推行一人控制模式時，連售票員亦取消，乘客需於前門上車，尾門下車。可是如前所述，巴士的前車門被放置於前軸之後，由於前軸比較偏後，車長要回頭察看乘客的動態比起一般前置引擎巴士還要吃力，九龍巴士曾試驗性於車上安裝售票機，但都不成功，最終還是安排一人控制模式，並以此車門位置模式一直服役至1990年退役為止。
這些巴士早前行走市區至東九龍等當年雙層巴士難以行駛的市區路線，到了1970年代末被安排往荃灣區服務，再到了八十年代，巴士被安排於新界東及東北服務，如大埔區的72、沙田區的88K線等。另外，部份被安排行走偏遠地區的路線的巴士，為了方便行走爬坡兼路窄的路線，如林錦公路，巴士需要被縮短尾軸以後一隻車窗的長度。最後一部EVK41XL已於1990年11月9日正式退役。
到了1976年，九龍巴士再向亞比安購買了30部單層巴士時，還購入了4部因為塞浦路斯買家取消訂單而一併購入的EVK41L巴士。這些巴士跟1970年購入的EVK41XL相比，長度只有32呎，軸距只有16呎1吋，相反卻跟同時被九龍巴士引入的EVK55CL更為接近，分別在於這是屬於EVK55CL的輕量化版本而已。載客量方面，裝上破天荒的葵涌葵盛圍聯合車身的9.6米車身可載客49名座位乘客及12名企位乘客。而巴士終於擺脫以往車門設置安排，把前車門設於前軸前、駕駛席的左方，下車門則設於兩軸間，如此安排，令巴士安排作一人控制模式時，車長監察乘客上車付車資時也比較輕鬆了。
這四部巴士投入服務後主要被安排行走元朗區的路線，如途經林錦公路及大帽山的路線。這些巴士直至1980年代甚至仍然在這些路線上出現，只是在這段時間九龍巴士曾為這些巴士改裝，如將車窗從圓角更換為方角、改換上負重量高的尾軸及增加了廢氣剎車系統等。最終九龍巴士在引進都城巴士行走大帽山路線，及林錦公路路線被勝利二型進註以後，EVK41L連同EVK55CL一同於九龍巴士車隊退役。

#### EVK55CL

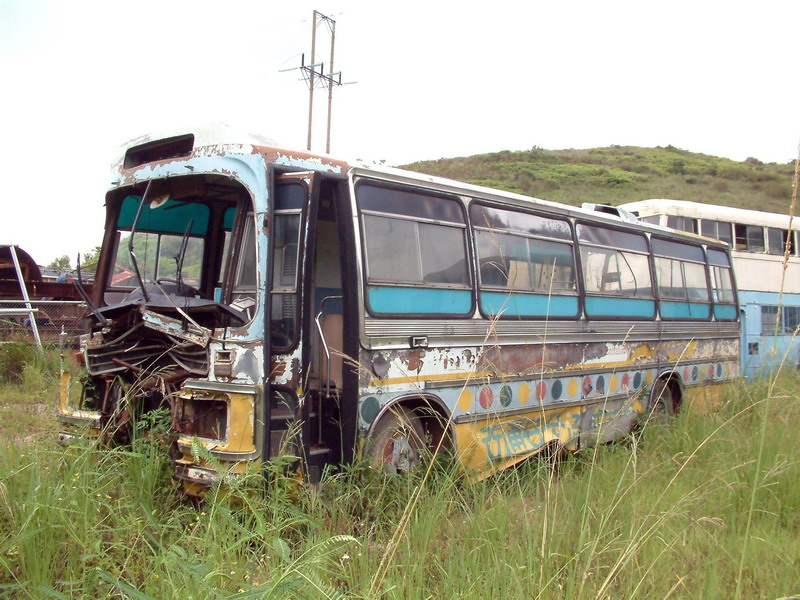
一台前九巴EVK55CL豪華巴士

香港於1970年代的經濟急速增長，市民生活指數上升，同時汽車增長率亦成正比上升，引致了交通擠塞及空氣污染等問題。當年的港英政府為了改善這些問題，除了拍板宣佈興建地下鐵路外，亦建議巴士公司開辦一些質素較高的豪華巴士路線，以鼓勵車主放棄私家車代步。
於是九龍巴士於1975年向亞比安購入了50部EVK55CL底盤，其後加訂20部，最後再加訂30部，總數達100部，並委託英國都普裝上Dominant MK II豪華巴士車身後才運來香港。巴士配上特大的車窗及頭尾幅大型擋風玻璃，目的地顯示牌置於車頭頂部，但因空間有限，路線號碼牌只可安排置於車內擋風玻璃右上角位置。九龍巴士為巴士車身髹上車頂純白色、車身偏深金色，裙腳位置奶油色的全新豪華巴士色彩。車廂裝上46個深紅色人造皮高背座椅，不設企位。巴士內裝設有通風系統，每排座位的頂部都設有吹風口，當中兩部（BH8196及BJ1973）更裝置了空調系統，是九巴試驗空調巴士的開始。機械配搭方面，跟早年引入的EVK41XL一樣都是EO.401引擎及利蘭GB277五前速手動波箱，部份則是配上GB281波箱。
九龍巴士首條豪華巴士路線206號線（尖沙咀—美孚）於1975年2月1日開辦，其後204（美孚—觀塘）、208（尖沙咀—廣播道）、250（尖沙咀—元朗）等路線陸續開辦，起初這些路線很受乘客歡迎，特別是204、206等途經彌敦道路段的路線，但這些豪華巴士線由於缺乏空調設備，加上很多路線跟其他普通巴士線重疊但收取車資較高，縱使這些路線停站較常規路線為少及更能直接抵達目的地，但當地鐵投入服務後，全空調加上更快捷的服務，令九龍巴士的豪華巴士線很快地轉盈為虧。
不設企位的豪華巴士在九龍巴士車隊中最大的作用，是服務來往啟德機場的機場巴士線200及201線。原本只有3輛EVK55CL是機場巴士版本的，後來增加至10輛，到了1976年，總數增加至21輛，當中包括了2部空調試驗版本。這些機場版本的豪華巴士原本跟市區版擁有一樣的配置，後來被乘客投訴後，九龍巴士將2排座椅拆除並安裝行李架，使載客量減少至38人。
九龍巴士的豪華巴士線於1980年代初期因為地鐵的出現而宣告失敗，九龍巴士將大部份豪華巴士線取消後，這些豪華巴士變成了九龍巴士的剩餘物資，除了機場巴士外，這些巴士即使被九龍巴士安排行走一些新路線，如5M、82K等路線也落得客量稀少的狀況，於是九龍巴士將部份巴士拆掉車身後改裝成工程車使用。到了1985年，九龍巴士引入帶空調設備的丹尼士獵鷹巴士取代了EVK55CL豪華巴士後，這些豪華巴士已是步入生涯的末期。最終最後兩部豪華巴士於1988年服務沙田區的284線的前身--來往沙田市中心至富豪花園的281線後也被豐田Coaster小巴取代了。退役後的豪華巴士除了被改裝為工程車外，亦有部份被必達巴士收購並被運往中國大陸(23部)及非洲國家馬拉維(4部)。除此以外，亦有部份豪華巴士被改為訓練巴士，可是這些巴士並沒有被更改原來的塗裝，車廂內的高背座椅也沒有被移除，只是將原設於車頭頂部的目的地顯示牌箱加上「訓練巴士」字句。另外，車隊編號CA56(車牌號碼BH7637)獲贈予交通安全會，車牌號碼被改為EL1075。
除了豪華巴士外，九龍巴士並於1976年引進了另外30部EVK55CL的底盤至香港，並裝上跟前述EVK41L一樣的聯合車廠車身，主力行走元朗經大帽山至大角咀（後來縮短至荃灣）的51線，及元朗經林錦公路至大埔墟的64K線。這些巴士比豪華巴士版本的同款巴士相比實用，一直服務至1992年才離開九龍巴士，是最後一款單層非空調巴士。九龍巴士最後保留了一部車隊編號隊末的L308（車牌號碼BM248）作為古典巴士的成員。

### 中華汽車有限公司

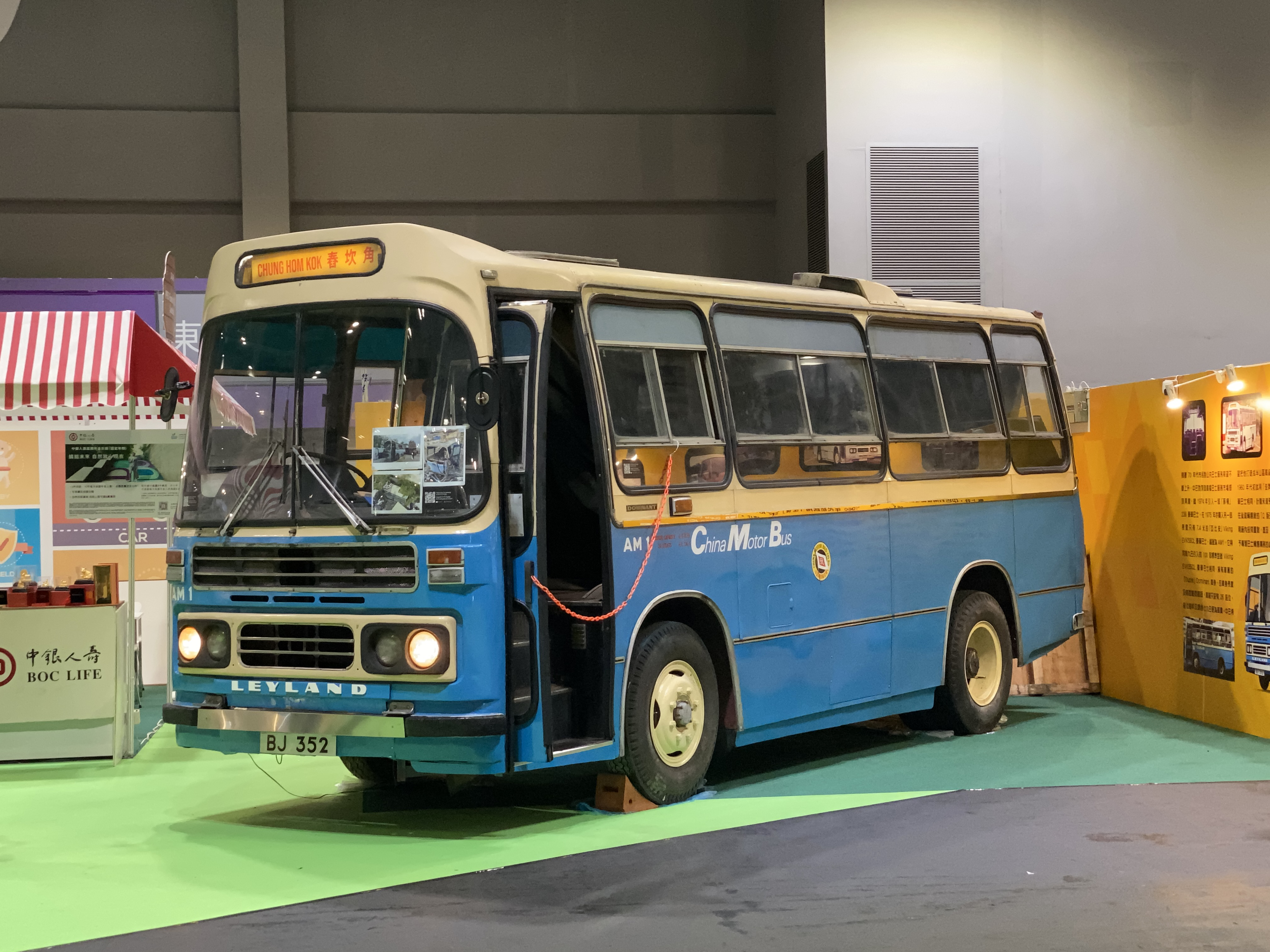
2023年12月14日於香港國際汽車博覽展示的EVK55CY

中華巴士於1975年也跟隨九龍巴士一樣，向亞比安巴士引入一輛EVK55提供豪華巴士服務，但跟九龍巴士的不一樣的是，這部巴士型號為EVK55CY，長度只有25呎，闊度亦只有7呎6吋，跟隨九龍巴士一樣裝上都普Dominant車身，但長度及闊度都有顯著分別，座位亦只得26個，乃全球唯一的小型EVK55。中華巴士引入這部巴士，是為了試驗半山路線行走豪華巴士的可行性，以及與當時運輸署計劃推出的專綫小巴方案競爭，爭取開辦經馬己仙峽道前往山頂路線的機會，據說亦曾行走南區線。可是很明顯地試驗失敗了，而最終中巴計劃開辦的這條豪華巴士路線亦交了給專線小巴營辦。這部巴士後來被安排作特別用途，只有在接載訪客及員工結婚作花車之用等才會出現，很少被安排行走常規路線。到了1991年退役後，巴士一直被置於中華巴士廠房內，直至1990年代中期被購入作私人收藏。
此車於2023年初被巴士迷購入收藏，並被修復至原貌。

### 粵港汽車
粵港汽車運輸聯營有限公司於1980年開業時的首批客車分別為亞比安Clydesdale ECD23和Viking EVK55，亦是最後一批亞比安系列產品。1980年代中期，九龍巴士的亞比安豪華巴士陸續退役，其中有部份出售予粵港汽車，但全數被運往深圳作內運用途。

## 澳門
澳門福利巴士於1975年透過香港九巴購入了2部EVK55CL巴士，這些巴士跟隨九龍巴士同款巴士一樣，配置了香港聯合車廠的車身，但外型跟九龍巴士同款巴士完全不同，如兩邊車身的車窗上方附上一個不能開啟的小窗，車身設計沒有九龍巴士同款巴士圓潤。其後，福利巴士於1981年分別購買了6部EVK55DL及9部EVK55EL巴士，配香港新亞車身。福利巴士重組成新福利後，配置香港聯合車廠車身的1975年亞比安巴士率先於1989年8月退役，而配香港新亞車身的亞比安巴士則於1990年8月15日全數退役，澳門新福利巴士車隊自此全線空調化。

## 新加坡
新加坡當時有三家巴士公司分別在1973至1976年間曾購入過一批亞比安EVK41L巴士，由於運作理想，這些巴士公司向亞比安增購軸距達20呎的EVK41UL巴士，分別裝置了英國Strachan車身及新加坡Soon Chow車身。其後在七十年代中購入了155輛EVK55CL巴士及100輛EVK55CUL巴士，配上Soon Chow雙門車身，當新加坡巴士有限公司（現稱新捷運）於1978年成立後，也接收了這一批巴士。

## 泰國
泰國的Nai'lert Bus Company在七十年代也曾購買過316輛EVK55CL巴士。